# 中央情报局
中央情報局（英語：Central Intelligence Agency，缩写作，中文簡稱中情局）是美國主要的情報機構之一，主要任务是公開和秘密收集、分類國外政府、公司和個人政治、文化、科技等方面的情報，協調其他國内情報機構的活動，并把這些情報報告分享到美國政府各個部門的工作。它也持有大量特殊用途的軍事武器及設備，這些設備在美蘇冷戰時期用於干擾共產國家政府，例如苏联，此外也會針对推翻外國政府的組織進行資助，或刺殺对美国海外利益构成威胁反對者，例如瓜地馬拉的阿本斯和智利的阿連德。中央情報局總部設在維吉尼亞州的。中央情報局是美國情報體系中，唯一一個獨立的情報部門，其地位和功能與英国秘密情報局（俗稱軍情六處，MI6）、蘇聯國家安全委員會（俗稱克格勃，KGB）和以色列情報特務局（俗稱摩薩德）等情報組織並稱。

## 历史
中央情報局由當時美國總統杜魯門所簽署的1947年國家安全法，經美國國會通過而成立，以取代於1945年10月解散的戰略情報局。而早在1944年，戰略情報局創辦人威廉·唐諾文已向總統富蘭克林·德拉諾·羅斯福（小羅斯福）提議，建立一個由總統直轄的全新諜報組織。他說：「此局會採取明顯和隱密的手段獲取情報而同時提供情報分析，判斷國家情報目標及從所有政府機構搜集相關情報資料。」在他計畫下，一個強大，集中的文職機構將具有統合情報的職能。他亦建議此機構可擁有從事國外顛覆行動的權限。
儘管聯邦調查局、美国國務院及美國國防部反對，杜魯門總統於1946年1月成立中央情報組。其後在1947年經美國國會通過國安法（1947年9月18日生效）之下，1947年9月18日中央情報局正式成立，取代中央情報組。海軍少將羅斯科·希倫科特獲委任為第一任中央情報局長。
1988年，老布殊為首位參加競選並成功當選美國總統的前任中情局長。

## 组织
- 美国中央情报局局长，由總統提名，經參議院同意後任命，还担任总统和国会的高级情报顾问，现任局长为约翰·拉特克利夫。
- 行动处、情报处、支援处[7]、计划与协调部等。

## 秘密活动
中央情报局涉及暗杀、绑架、爆炸、推翻外國政權等活动，最著名的几次海外行动是：
- 1948年，在意大利策劃資助天主教民主黨擊敗意大利共產黨，使其執政意大利。
- 1949年，盜竊蘇聯米格-15型噴氣式戰鬥機的設計圖和飛行記錄。
- 1953年，實施阿賈克斯行動推翻伊朗总理穆罕默德·摩萨台[8]。
- 1954年，策动阿马斯推翻危地马拉总统哈科沃·阿本斯。
- 1956年，竊取並公佈赫魯雪夫在蘇共二十大上的秘密報告，引起東歐各國的騷亂。
- 1961年，策动猪湾事件意圖推翻古巴共產黨政府未遂。其後幾十年一直策劃暗殺古巴革命领导人菲德爾·卡斯特罗。[9]
- 1962年，南非政府在美國中央情報局的幫助之下將曼德拉逮捕入獄。
- 冷戰期間，參與組織和煽動在印尼、越南、老撾等國的秘密軍事行動；在非洲建立多個組織和策劃50多次政變。
- 1965年，在印度尼西亞進行了一項名為“哈布林克”的行動。中情局間諜潛入了一個載有S-75防空導彈的倉庫中，從一顆導彈上卸下了導向系統，並偷運出來。
- 越战期间，實施鳳凰計劃逮捕或暗杀越共地下成员。
- 1970年，將對共產主義持默許態度的智利陸軍總司令官勒内·施奈德綁架並殺害。
- 1973年，指示新任的智利陸軍總司令官皮諾切特推翻並擊斃民選的智利总统阿连德，成立右翼軍事獨裁政权。
- 1980年，阿富汗战争期间，训练圣战者，向聖戰者提供武器彈藥及資金。
- 1980年代初，培養一位波蘭陸軍司令部上校為中情局間諜。波蘭陸軍司令部的所有秘密行動計劃全部被上校泄露。
- 1990年起，在境外绑架被视为恐怖份子的外国公民，并秘密押至第三国或美国本土利用酷刑进行审讯活动。
- 2003年，在米兰绑架一名埃及教长。意大利政府因此首度对此类行动采取法律措施。[10]
- 2007年12月，美国政府的一名高级律师在伦敦法庭上表示：境外绑架嫌疑犯的行为经过美国最高法院批准，因而是合法的。[11]

## 無人機活動
奥巴马總統時期CIA的無人機暗殺活動達到前任八倍，授權中情局展开“特征空袭作戰”（signature strikes），根据行为模式与人際关系推論來攻击未完全确认身份的“恐怖分子”。這直接導致多國無辜民眾死傷直線上升，奥巴马後期發現此一現象的國際輿論反撲，於是2016年7月通過命令要求美国国家情报总监公布一份公開報告顯示無人機攻擊下平民死傷數字和論述，以此部分制約CIA的行動，雖然諸多國家對此報告數字誠實度有所質疑，然而此報告還是某種程度揭露了美國無人機暗殺行動。
根據伦敦新闻调查社的報告整理，2009至2015年間美國承認在中東無人機暗殺約4,200人，其中約800人是平民被誤殺。唐納德·特朗普總統上台後開始大舉放鬆CIA無人機使用自主權，2017年初特朗普造访中情局向时任局长蓬佩奥表示，希望能采取“更激进”的空袭行动以打擊美國敵人，兩個月後特朗普将也门与索马里划定为“战事激烈区”在此處的無人機行動可不受歐巴馬條約原則管束。2019年3月特朗普宣布無人機平民死傷數字報告廢除，因為「敵人也會閱讀，並用以對美國不利」，從此美國不再公布無人機暗殺行動中的平民死傷數。

## 歷任首長
杜魯門總統於1946年1月成立中央情報組。其後在1947年經美國國會通過國安法之下，1947年9月18日中央情報局正式成立，取代中央情報組。

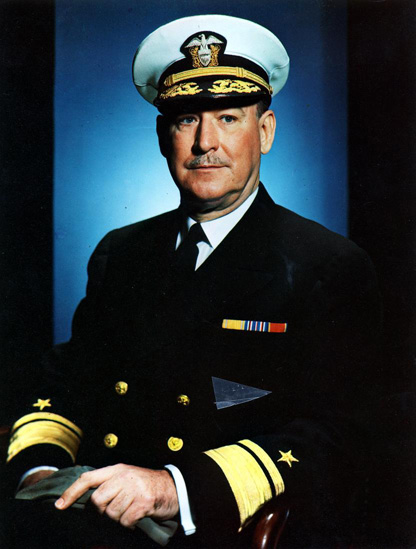
首任組長 席尼·索伊爾

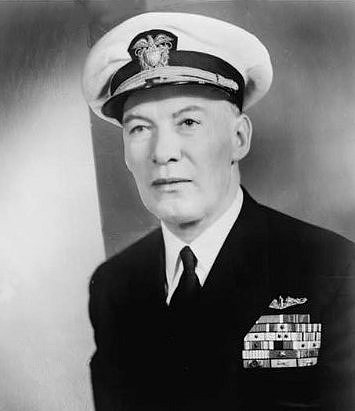
首任總監 罗斯科·希伦科特

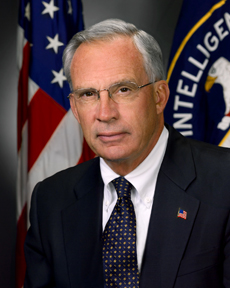
首任局長 波特·J·戈斯

中央情報組時期
| 姓名(中文/英文)                                           | 任期                         |
| --------------------------------------------------------- | ---------------------------- |
| 席尼·索伊爾海軍少將 RADM Sidney W. Souers, USN            | 1946年1月23日－1946年6月10日 |
| 霍伊特·范登堡空軍中將 LTG Hoyt S. Vandenberg, USAF        | 1946年6月10日－1947年5月1日  |
| 罗斯科·希伦科特海軍少將 RADM Roscoe H. Hillenkoetter, USN | 1947年5月1日－1947年9月18日  |

中央情報總監 時期
| 姓名(中文/英文)                                            | 任期                                              |
| ---------------------------------------------------------- | ------------------------------------------------- |
| 罗斯科·希伦科特海軍少將 RADM Roscoe H. Hillenkoetter, USN  | 1947年9月18日－1950年10月7日                      |
| 沃爾特·比德爾·史密斯陸軍上將 GEN Walter B. Smith, USA      | 1950年10月7日－1953年2月9日                       |
| 艾倫·杜勒斯 Allen W. Dulles                                | 1953年2月26日－1961年11月29日                     |
| 约翰·A·麦科恩 John A. McCone                               | 1961年11月29日－1965年4月28日                     |
| 小威廉·F·羅伯特退役海軍中將 VADM William F. Raborn,Jr, USN | 1965年4月28日－1966年6月30日                      |
| 理查德·赫爾姆斯 Richard M. Helms                           | 1966年6月30日－1973年2月2日                       |
| 詹姆斯·施萊辛格 James R. Schlesinger                       | 1973年2月2日－1973年7月2日                        |
| 威廉·科爾比 William E. Colby                               | 1973年9月4日－1976年1月30日                       |
| 喬治·H·W·布什 George H. W. Bush                            | 1976年1月30日－1977年1月20日                      |
| 史坦·菲特納退役海軍上將 ADM Stansfield M. Turner, USN      | 1977年3月9日－1981年1月20日                       |
| 威廉·J·卡西 William J. Casey                               | 1981年1月28日－1987年1月29日                      |
| 威廉·H·韋伯斯特 William H. Webster                         | 1987年5月26日－1991年8月31日                      |
| 羅伯特·蓋茨 Robert M. Gates                                | 1991年11月6日－1993年1月20日                      |
| 小羅伯特·詹姆斯·伍爾西 R. James Woolsey                    | 1993年2月5日－1995年1月10日                       |
| 約翰·M·多伊奇 John M. Deutch                               | 1995年5月10日－1996年12月15日                     |
| 喬治·特尼特 George J. Tenet                                | 1997年7月11日－2004年7月11日 （2004年6月3日辭職） |
| 約翰·麥克勞林                                              | 2004年7月11日－2004年9月24日（代理）              |
| 波特·J·戈斯 Porter J. Goss                                 | 2004年9月24日－2006年5月5日                       |

中央情報局時期
| 姓名(中文/英文)                                   | 任期                         |
| ------------------------------------------------- | ---------------------------- |
| 波特·J·戈斯 Porter J. Goss                        | 2004年9月24日－2006年5月5日  |
| 麥可·海登退役空軍上將 GEN Michael V. Hayden, USAF | 2006年5月5日－2009年2月12日  |
| 莱昂·帕內塔 Leon E. Panetta                       | 2009年2月13日－2011年6月30日 |
| 戴維·彼得雷烏斯退役陸軍上將 David H. Petraeus     | 2011年9月6日－2012年11月9日  |
| 约翰·布伦南 John O. Brennan                       | 2013年3月8日－2017年1月19日  |
| 麥克·蓬佩奧 Mike Pompeo                           | 2017年1月20日－2018年4月26日 |
| 吉娜·哈斯佩尔 Gina Haspel                         | 2018年4月26日－2021年1月20日 |
| 威廉·約瑟夫·伯恩斯 William Joseph Burns           | 2021年3月23日－2025年1月20日 |
| 约翰·拉特克利夫 John Lee Ratcliffe                | 2025年1月23日－至今          |

## 相关机构
1950年代成立、在東南亞及越南戰爭期間多次支援隱蔽行動的「美國航空公司」即由中情局特別活動科運作，該單位於冷戰時期曾在臺灣管理支援美軍後勤的亞航公司。
1971年以前，自由亚洲电台与自由欧洲电臺的部份资金来自中央情报局冷战相关项目基金。有部分的评论家以及阴谋论者认为，CIA除了在自由亚洲电台方面提供过资金支援以外，也对于美国国家民主基金会和无国界记者这两个组织在资金上提供支援。
美國駐香港總領事館內設有美國中央情報局分站，并由美國海军陆战队使館警衛隊把守。證實此傳聞的為揭露「棱镜」计划的前美国中央情報局人員愛德華·斯諾登。

## 軼聞
一直以来网络中都有传闻CIA为了资金在美国国外贩卖毒品的传闻。俄罗斯总统阿富汗问题特别代表、俄外交部亚洲第二司司长扎米尔·卡布洛夫就曾称美国情报人员在阿富汗利用中情局飞机走私毒品。
中情局2014年6月6日加入了推特和臉書，並在推特推文「我們不會確認或否認這是我們第一條推文。」此舉被部分民眾撻伐中情局大規模監控推特所有使用者。《華盛頓郵報》表示「你只有這次能知道中情局追蹤你。」而巴基斯坦前駐美大使哈卡尼则指出「中情局追蹤民眾多年，現在輪到大家反追蹤中情局了。」
2019年4月25日，中情局發佈了首條Instagram動態，附上了一張辦公室照片，配文“I spy with my little eye”。据CIA发言人透露，开设Instagram账户是为招揽人才，吸引更多年轻人的关注，同时拉近CIA和普通民众的距离。

## 流行文化
不可能的任務：最終清算